# Pseudocapillaria adriatica
Pseudocapillaria adriatica is een rondwormensoort uit de familie van de Trichuridae. De wetenschappelijke naam van de soort is voor het eerst geldig gepubliceerd in 1964 door Nikolaeva & Naidenova.